# Mikołaj I d’Este

Herb rodziny d’Este za czasów Mikołaja I

Mikołaj I d’Este (wł. Nicolò I d’Este; ur. przed 1294, zm. 1 maja 1344) – włoski szlachcic i kondotier. Razem z braćmi i kuzynami współrządził Ferrarą, Modeną i Reggio w latach 1317–1344.

## Życiorys
Mikołaj był drugim co do starszeństwa synem Aldobrandina II d’Este (zm. 1326) i jego żony Aldy Rangoni, córki Tobiasza Rangoniego. W 1293 jego dziadek Obizzo II został zamordowany przez stryja Azza VIII, być może działającego wspólnie z Aldobrandinem II, ponieważ chciał osadzić na tronie Ferrary najmłodszego Franciszka z pominięciem starszych synów. Ferrara stanowiła lenno papieskie. Udzielając inwestytury kolejnemu markizowi Ferrary papieże nie kierowali się prawem starszeństwa i nie uważali za konieczne udzielać następstwa w linii prostej, ale w zależności od potrzeb chwili zatwierdzali na tronie albo bastardów panującego, albo nawet jego braci. Doprowadzało do walk o władzę wewnątrz rodziny po śmierci każdego z panujących. Po śmierci Obizza II, Azzo VIII próbował objąć samodzielnie rządy nad Ferrarą, Modeną i Reggio, ostatecznie jednak musiał ustąpić wobec sprzeciwu braci i oddać Aldobrandinowi II Modenę, Lendinarę i Rovigo, a młodszemu Franciszkowi – Reggio.
Do kolejnego kryzysu doszło po śmierci Azza VIII w 1308 roku. Przed śmiercią próbował on przekazać władzę nad Ferrarą swemu wnukowi Fulko, czym wywołał sprzeciw swoich braci. Franciszek zwrócił się wówczas o pomoc do Padwy i papieża. Ostatecznie Frescowi, nieślubnemu synowi Azza, VIII udało się utrzymać w Ferrarze przy pomocy Wenecjan do października 1308 roku. W październiku jego syn Fulko wezwał na pomoc wojska weneckie. W 1310 roku Wenecjan wyparły z Ferrary wojska papieskie. Na kilka lat Ferrara znalazła się pod bezpośrednim zarządem papieża. Prawdopodobnie w tym czasie zbiegł do Bolonii, razem z bratem.
Na skutek powstania ludowego z 1317 roku władza została przywrócona w ręce rodu d’Este. Po wypędzeniu papieskiego zarządcy w Ferrarze przywrócono signorię, którą powierzono synom Franciszka d’Este: Azzowi IX i Bertoldowi oraz synom Aldobrandina: Rinaldowi II, Mikołajowi I i Obizzowi III. Azzo IX zmarł w 1318 roku, Bertoldo w 1343 roku. Rinaldo, mianowany w 1329 roku na dziesięć lat wikariuszem papieskim w Ferrarze, zmarł w 1335 roku. W 1333 roku walczył o miasto z Bertrando del Poggetto, legatem papieskim i dostał się do niewoli, z której oswobodził go brat Rinaldo (zmarły 2 lata później w walce o Modenę). W 1337 roku dowodził armią markizatu przeciwko Mastino II della Scala, władcy Werony. Zmarł w 1344 roku, pozostawiając pełnię władzy Obizzo III i potem jego synom.

## Małżeństwo i potomstwo
Był żonaty z Beatrycze Gonzagą (zm. 1335), córką władcy Mantui, Gwidona Gonzagi. Para doczekała się dwójki dzieci:
- Jacopa, męża córki Trincia Trinci, seniora Foligno
- Rinalda (1333-1369), kondotiera